# آرثر بلامر
آرثر بلامر (بالإنجليزية: Arthur Plummer)‏ (1 يناير 1907 ببرستل في المملكة المتحدة - ) هو مدرب كرة قدم ولاعب كرة قدم بريطاني (وحمل سابقاً جنسية المملكة المتحدة لبريطانيا العظمى وأيرلندا) في مركز الدفاع. لعب مع كوفنتري سيتي ونادي بريستول سيتي ونادي دوندالك ونادي فالينسيان ونادي والسول ونادي باث سيتي ونادي غلوستر سيتي ونادي بريستول روفيرز.

## وصلات خارجية
- آرثر بلامر على موقع قاعدة بيانات كرة القدم.إي يو (الإنجليزية)